# Chacunob
Chacunob (ros. Хацуноб) – wieś w Rosji, w Dagestanie, w rejonie gunibskim. W 2010 liczyła 62 mieszkańców, głównie Awarów.